# Lo-Reninge
Lo-Reninge este un oraș neerlandofon situat în provincia Flandra de Vest, regiunea Flandra din Belgia. La 1 ianuarie 2008 avea o populație totală de 3.346 locuitori. 

## Geografie
Comuna actuală Lo-Reninge a fost formată în urma unei reorganizări teritoriale în anul 1977, prin înglobarea într-o singură entitate a 4 comune învecinate. Suprafața totală a comunei este de 62,94 km². Comuna este subdivizată în secțiuni, ce corespund aproximativ cu fostele comune de dinainte de 1977. Acestea sunt:
| - I. Lo - II. Reninge - III. Pollinkhove - IV. Noordschote |

Localitățile limitrofe sunt:
| - Comuna Alveringem: - a. Hoogstade - b. Alveringem - Comuna Diksmuide: - c. Lampernisse - d. Nieuwkapelle - Comuna Houthulst: - e. Merkem - Comuna Langemark-Poelkapelle: - f. Bikschote - Comuna Ypres: - g. Zuidschote - h. Elverdinge - Comuna Vleteren: - i. Woesten - j. Oostvleteren |